# Всеобщие выборы в Гондурасе (2017)
Всеобщие выборы в Гондурасе прошли 26 ноября 2017 года.
В процессе голосования были избраны:
- Президент Гондураса.
- 128 депутатов Национального конгресса Гондураса, избираемых на 4-летний срок.
- 20 представителей Гондураса в Центральноамериканский парламент.
- 298 мэров и столько же вице-мэров, а также 2092 члена местных муниципалитетов.

## Контекст выборов
Президент Хуан Орландо Эрнандес стал президентом Гондураса, который впервые в истории страны имел право баллотироваться на второй срок. Левые Партия свободы и перестройки и Партия обновления и единства создали предвыборную коалицию Оппозиционный альянс против диктатуры и номинировали основателя Антикоррупционной партии Сальвадора Насраллу. Либеральная партия выдвинула своим кандидатом Луиса Орландо Селайю, президента Центральноамериканского технологического университета.

## Результаты

### Президентские выборы
| Кандидат                            | Кандидат                            | Партия                                                    | Голоса    | %     |
| ----------------------------------- | ----------------------------------- | --------------------------------------------------------- | --------- | ----- |
|                                     | Хуан Орландо Эрнандес               | Национальная партия                                       | 1 410 888 | 42,95 |
|                                     | Сальвадор Насралла                  | Партия свободы и перестройки/Партия обновления и единства | 1 360 442 | 41,42 |
|                                     | Луис Орландо Селайя                 | Либеральная партия                                        | 484 187   | 14,74 |
|                                     | Ромео Васкес Веласкес               | Гондурасский патриотический альянс                        | 6517      | 0,20  |
|                                     | Марлен Элизабет Алваренга           | Антикоррупционная партия                                  | 5983      | 0,18  |
|                                     | Лукас Эвангелисто Агильера          | Христианско-демократическая партия                        | 5900      | 0,18  |
|                                     | Альфонсо Диас Нарваес               | Партия демократической унификации                         | 4633      | 0,14  |
|                                     | Исайя Фонсека Агилар                | Широкий фронт                                             | 3151      | 0,10  |
|                                     | Элисео Валлесилло Рейес             | Движение ко-солидарности                                  | 3003      | 0,09  |
| Недействительных/пустых бюллетеней  | Недействительных/пустых бюллетеней  | Недействительных/пустых бюллетеней                        | 191 715   | -     |
| Всего                               | Всего                               | Всего                                                     | 3 476 419 | 100   |
| Зарегистрированных избирателей/Явка | Зарегистрированных избирателей/Явка | Зарегистрированных избирателей/Явка                       | 6 046 873 | 57,49 |
| Источник: TSE                       |                                     |                                                           |           |       |

### Парламентские выборы
| Партия                              | Голоса    | %     | Места | +/- |
| ----------------------------------- | --------- | ----- | ----- | --- |
| Национальная партия                 | 1 410 888 | 47,66 | 61    | +13 |
| Партия свободы и перестройки        | 1 360 442 | 23,44 | 30    | -7  |
| Либеральная партия Гондураса        | 484 187   | 20,31 | 26    | -1  |
| Партия инноваций и единства         | 6154      | 3,13  | 4     | +3  |
| Патриотический альянс               | 6517      | 3,12  | 4     | +4  |
| Партия демократической унификации   | 4633      | 0,78  | 1     | 0   |
| Христианско-демократическая партия  | 5900      | 0,78  | 1     | 0   |
| Анти-Коррупционная партия           | 5983      | 0,78  | 1     | -12 |
| Недействительные и пустые бюллетени |           | -     | -     | -   |
| Всего                               | 3 284 704 |       | 128   | 0   |
| Зарегистрировано избирателей/Явка   |           |       | -     | -   |
| Источник: TSE                       |           |       |       |     |

## Волнения после выборов
После объявления предварительных результатов выборов президента начались волнения, был введён комендантский час, имелись пострадавшие.
7 декабря правительства Аргентины, Чили, Колумбии, Гватемалы, Мексики, Парагвая и Перу выступили за проведение полного пересчёта избирательных бюллетеней по итогам президентских выборов. Таким образом эти страны поддержали решение о проверке результатов голосования, объявленное ранее Верховным избирательным трибуналом Гондураса.
9 декабря бывший президент страны Луис Селайя (получивший около 14 % голосов) подал официальный запрос об аннулировании результатов президентских выборов в стране и проведения новых, обвинив штаб действующего президента Хуана Орландо Эрнандеса в многочисленных нарушениях.